# Cantone di El Chaco
Il cantone di El Chaco è un cantone dell'Ecuador che si trova nella provincia del Napo.
Il capoluogo del cantone è El Chaco.